# Hrabstwo Des Moines

Piramida wieku hrabstwa

Hrabstwo Des Moines – hrabstwo położone w USA w stanie Iowa z siedzibą w mieście Burlington. Założone w 1834 roku.

## Miasta
- Burlington
- Danville
- Mediapolis
- Middletown
- West Burlington

## Drogi główne
- U.S. Highway 34
- U.S. Highway 61

## Sąsiednie hrabstwa
- Hrabstwo Louisa
- Hrabstwo Hancock
- Hrabstwo Henderson
- Hrabstwo Lee
- Hrabstwo Henry